# Église Notre-Dame-de-l'Assomption de Bareilles
L'église de l'Assomption de Bareilles (ou Notre Dame de l'Assomption) est une église catholique du XIe siècle située à Bareilles, dans le département français des Hautes-Pyrénées en France.

## Localisation
L'église de Notre-Dame-de-l'Assomption est située au cœur du village de Bareilles.

## Historique
Une première église est mentionnée au XIVe siècle. L'église actuelle a été construite au milieu du XIXe siècle.

Un projet est demandé en 1847 à l'architecte tarbais J.J. Latour modifié en cours de construction. Le chantier est achevé en 1850 à la suite de nombreux contretemps puis les vitraux, les sculptures et les peintures décoratives sont réalisées en 1857.

## Architecture
La nef est bordée par deux collatéraux est prolongée par un chevet plat. Une sacristie est disposée de chaque côté du chœur .

Trois vaisseaux divisés en trois travées et séparés par des arcades en plein cintre avec chapiteaux sculptés. Abside semi-circulaire couverte d’un cul-de-four, nef et bas-côté de lambris de recouvrement.
Sur la façade ouest  la porte actuelle est orné d'un chrisme (monogramme du Christ) du XIXe siècle entouré du tétramorphe .

Les sept verrières du  milieu du XIXe siècle qui représentent Notre Dame de l'Assomption, saint Jean-Baptiste, sainte Anne sont réalisées par Bernard Latour, maitre-verrier de Dieppe.

À l'intérieur l'ensemble des peintures a été réalisé par le peintre décorateur Darré de Tarbes.

Les chapiteaux de la nef ont été sculptés par Joseph Nelli en 1857.

## Galerie de photos

Sélection de vues diverses
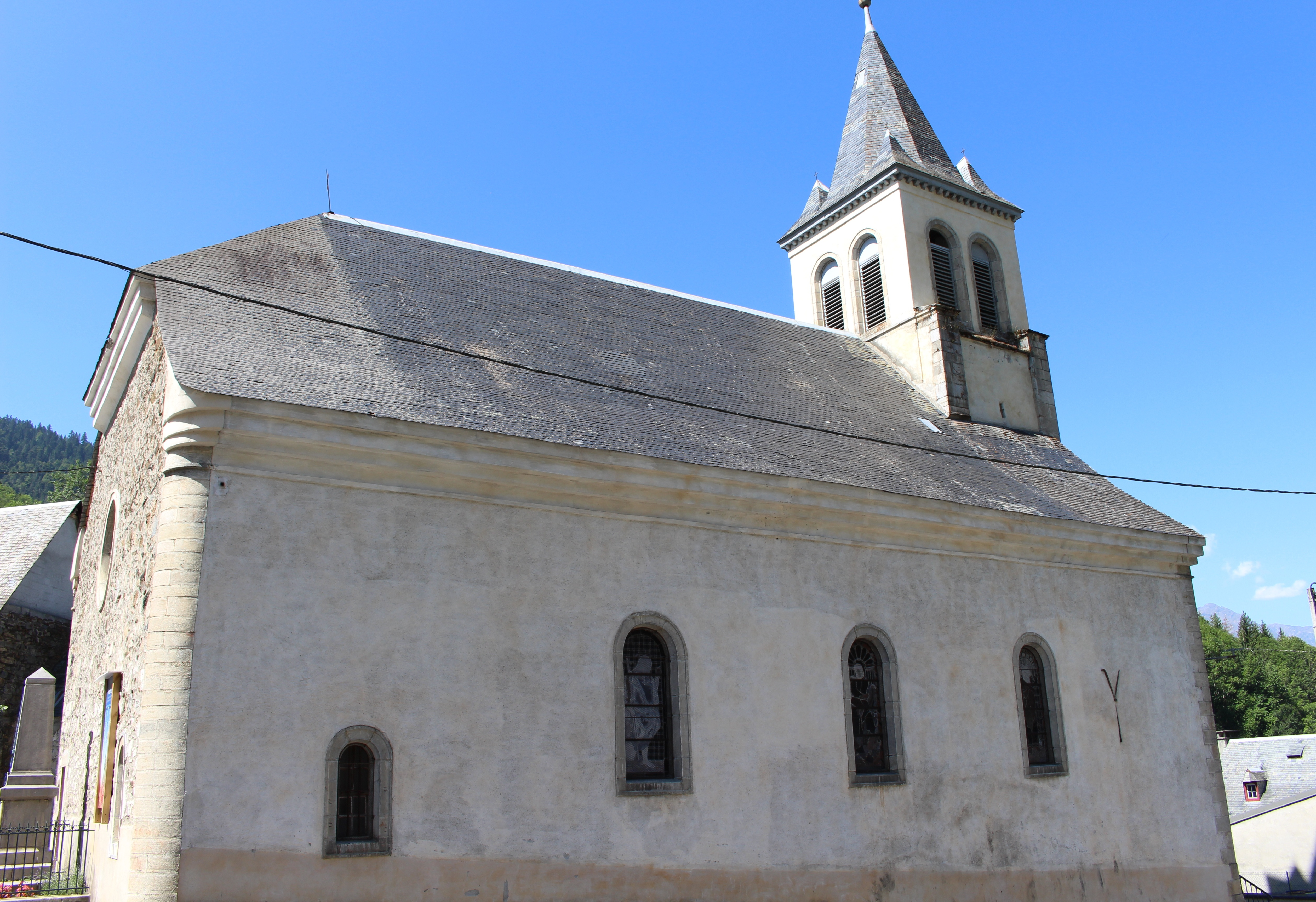
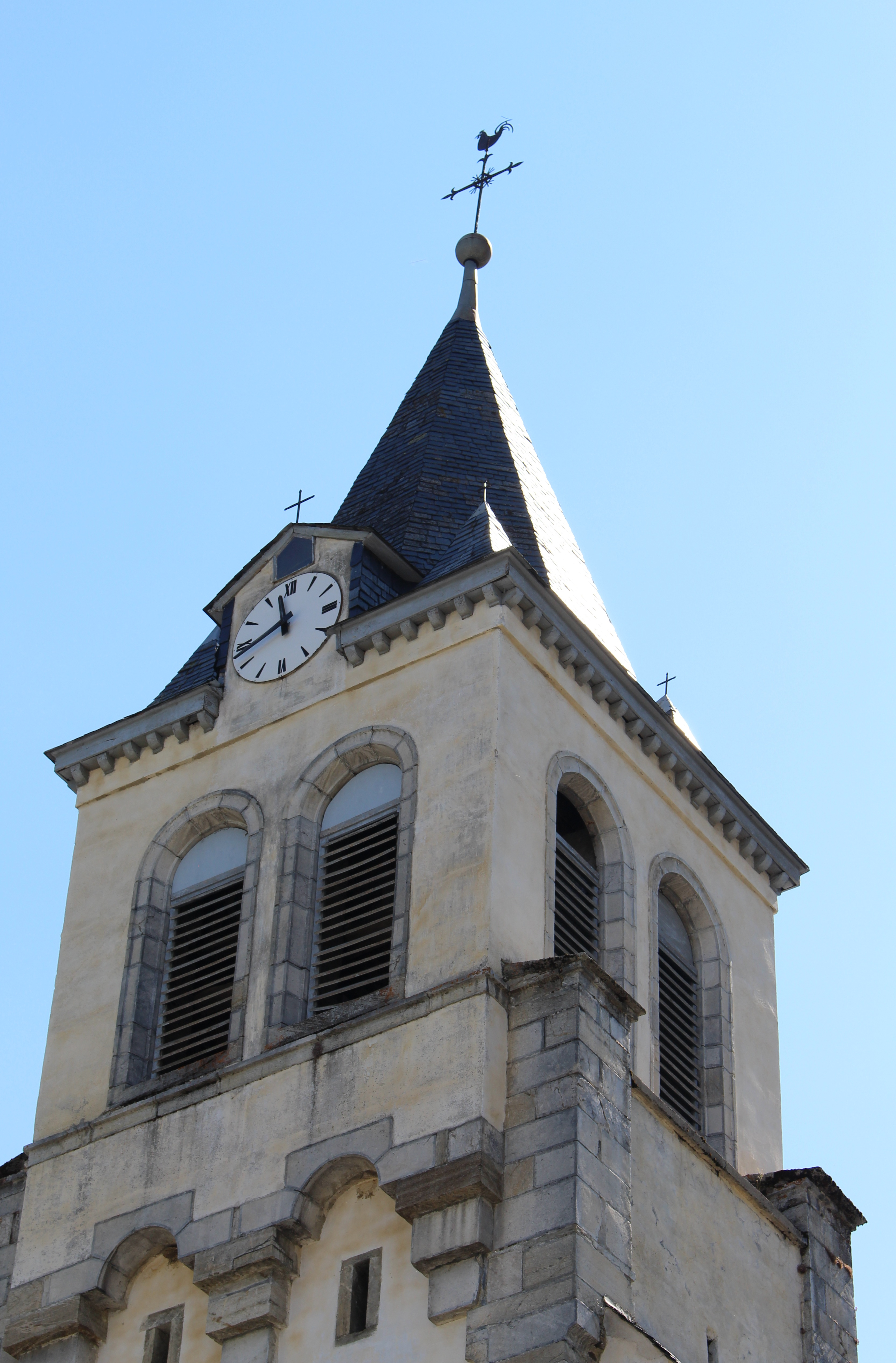
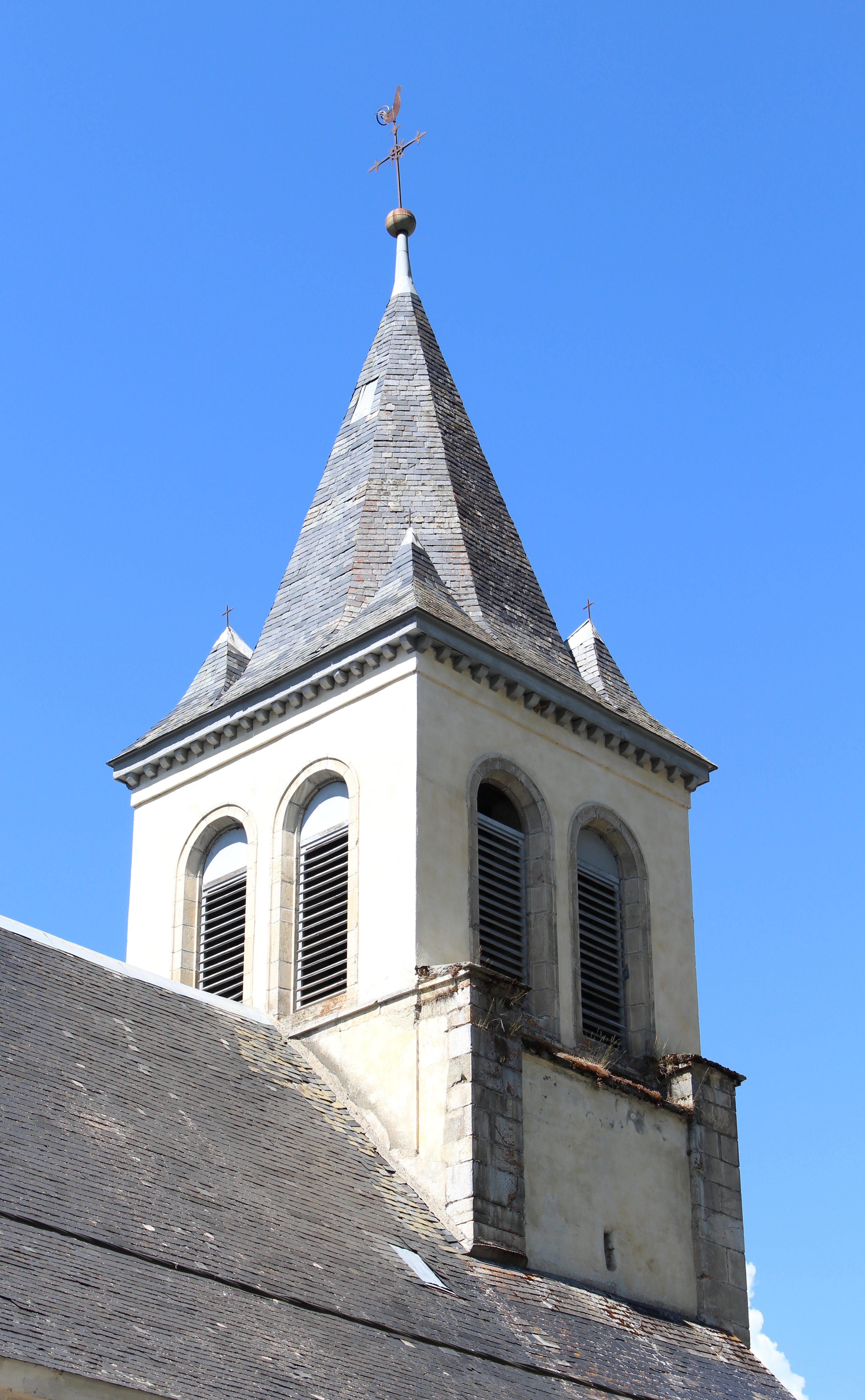